# Caledonian Brewery
 (avril 2021).
Si vous disposez d'ouvrages ou d'articles de référence ou si vous connaissez des sites web de qualité traitant du thème abordé ici, merci de compléter l'article en donnant les références utiles à sa vérifiabilité et en les liant à la section « Notes et références ».

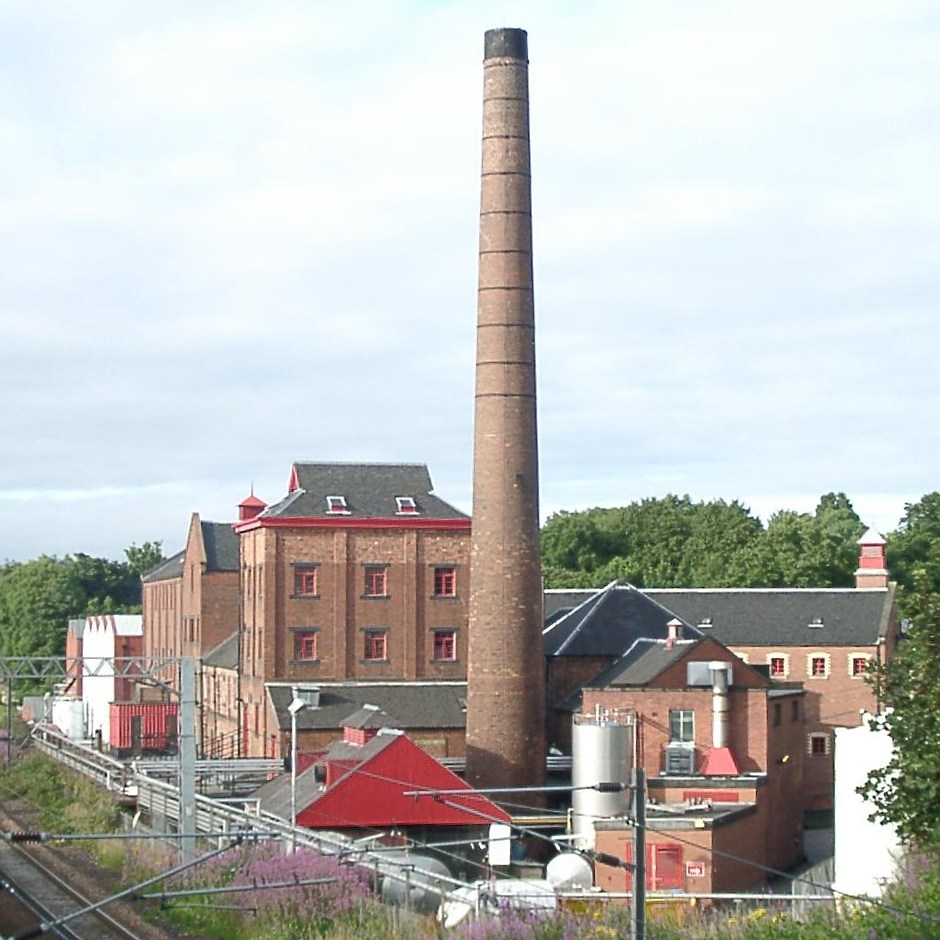
Brasserie calédonienne

Caledonian Brewery (littéralement, brasserie calédonienne) est une brasserie écossaise fondée en 1869 à Shandon, un quartier d’Édimbourg. Connue localement sous le nom de "The Caley", elle est la dernière survivante de plus de quarante brasseries opérant dans la ville au XIXe siècle, bien que de nouvelles brasseries aient été ouvertes plus récemment.

## Bières

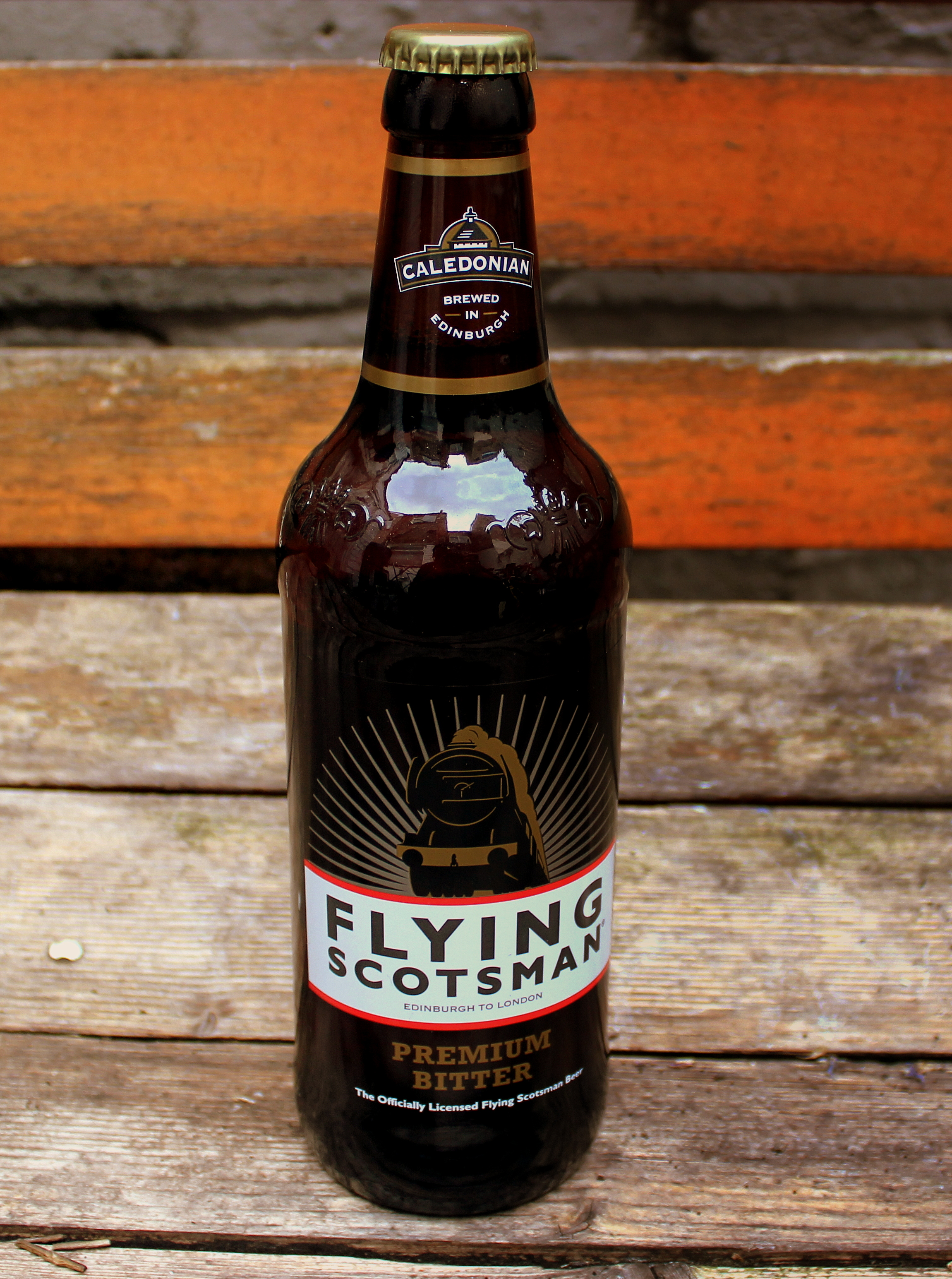
Une bouteille de Flying Scotsman

### Bières de saison
- Dutchman : witbier
- Golden Sun : bière d'été
- Rouge d'automne : bière rouge
- Double Dark : stout à l'avoine
- Rabbie Burns : bière écossaise
- Over the Bar : amer
- 2Point8 : amer
- Framboise Fool : bière aux fruits
- Coffee Porteur : porteur de café
- Blonde Beer : bière d'or
- Double Czech : bière blonde
- Top Banana : bière aux fruits
- Merman XXX : exportation